# Бильское озеро
Бильское озеро (Билер-Зе, Билерзе, Билер, Билерское озеро, Нидауское озеро; нем. Bielersee, фр. Lac de Bienne, итал. Lago di Bienne, лат. Lacus Biennensis, Lacus Biellensis) — эвтрофное озеро в северо-западной части Швейцарии. Практически вся акватория озера располагается на территории кантона Берн, кроме западной оконечности, относящейся к Невшателю. Летом в озере наблюдается стратификация.

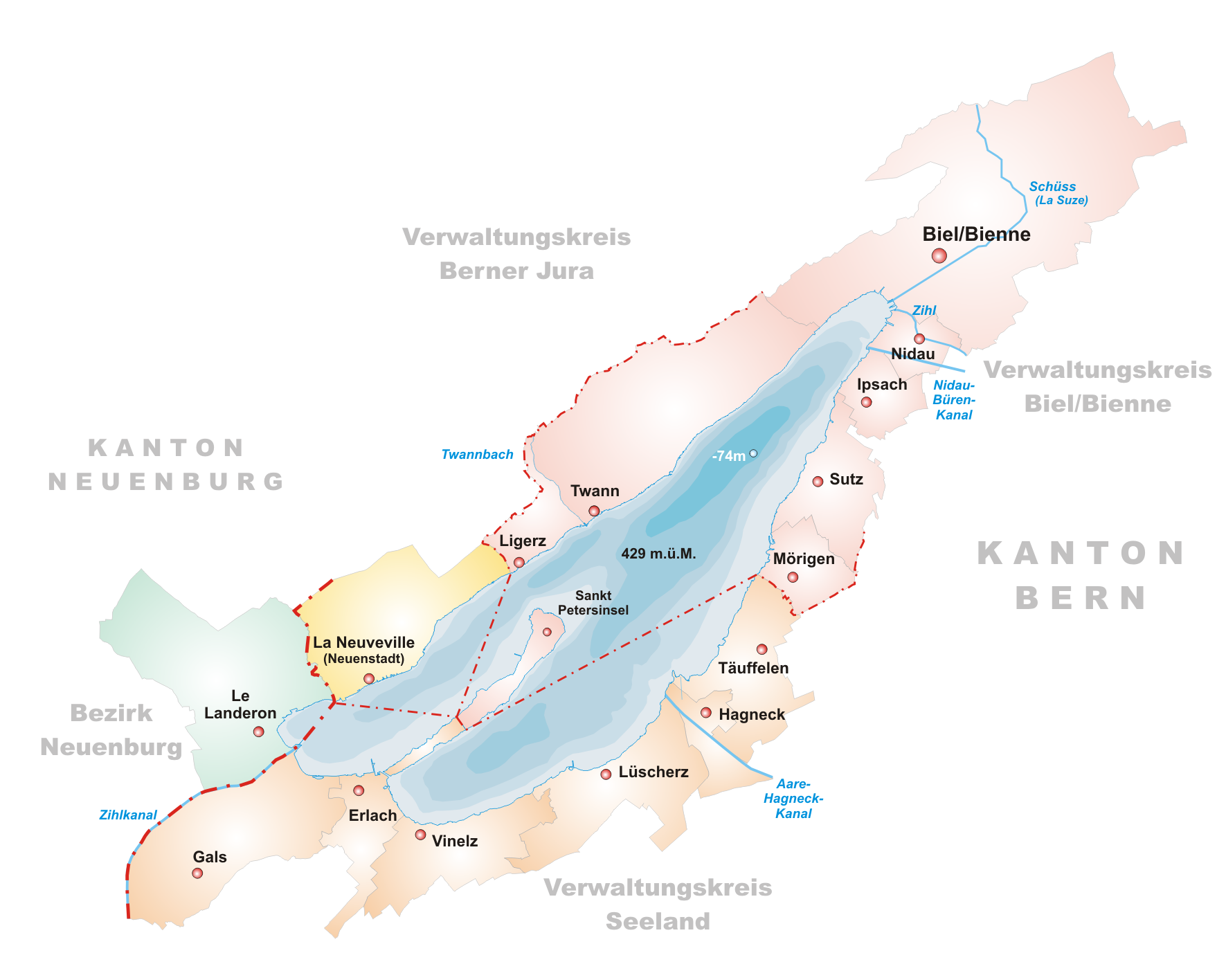
Карта озера

## Расположение и характеристики
Длина озера 15 км, ширина варьируется от 1 до 4 км, площадь составляет 42 км², глубина достигает 77 м.
Озеро находится на высоте 429 м, имеет вытянутую форму и окружено лесистыми цепями горного массива Юра: Шассераль — 1609 м, Шпицберг — 1583 м (слева), и более низкими цепями плоскогорья: Жолимон — 604 м, Иенсберг — 611 м (справа). С юго-запада к северо-востоку в южной трети озера тянутся острова Св. Петра (473 м) и небольшой Кроличий остров (448 м). Перечисленные острова являются высшими точками подводного хребта, известного под названием «Пути язычников», который становится заметен при низком уровне воды. Хребет тянется до Эрлаха.
У верхнего конца озеро принимает приток Циль, вытекающий из Невшательского озера, у нижнего — Шюс; с 1878г справа в озеро через канал Гакнен (вследствие исправления стока юрских вод) вливается часть Аре и оставляет озеро через Арский канал, в который на 2 км ниже вливается прежний сток «старый Циль». Железная дорога Биль — Невшатель проведена мимо виноградников левого берега озера. Есть сведения, что ранее на озере было развито пароходство.